# 400番台オンタリオ・ハイウェイ

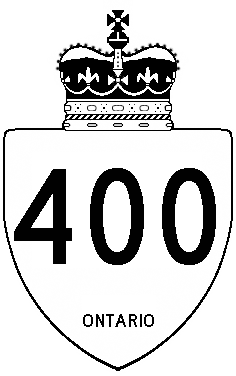
路線番号標識

オンタリオ州南部中心の400番台ハイウェイ網

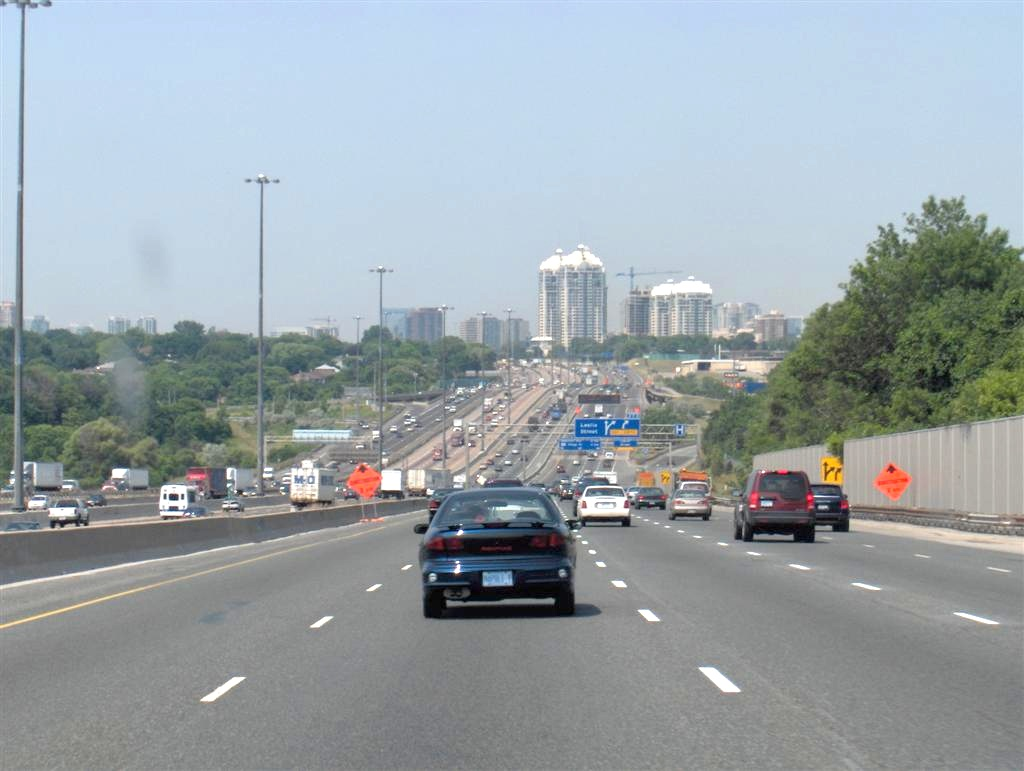
トロントの401号線

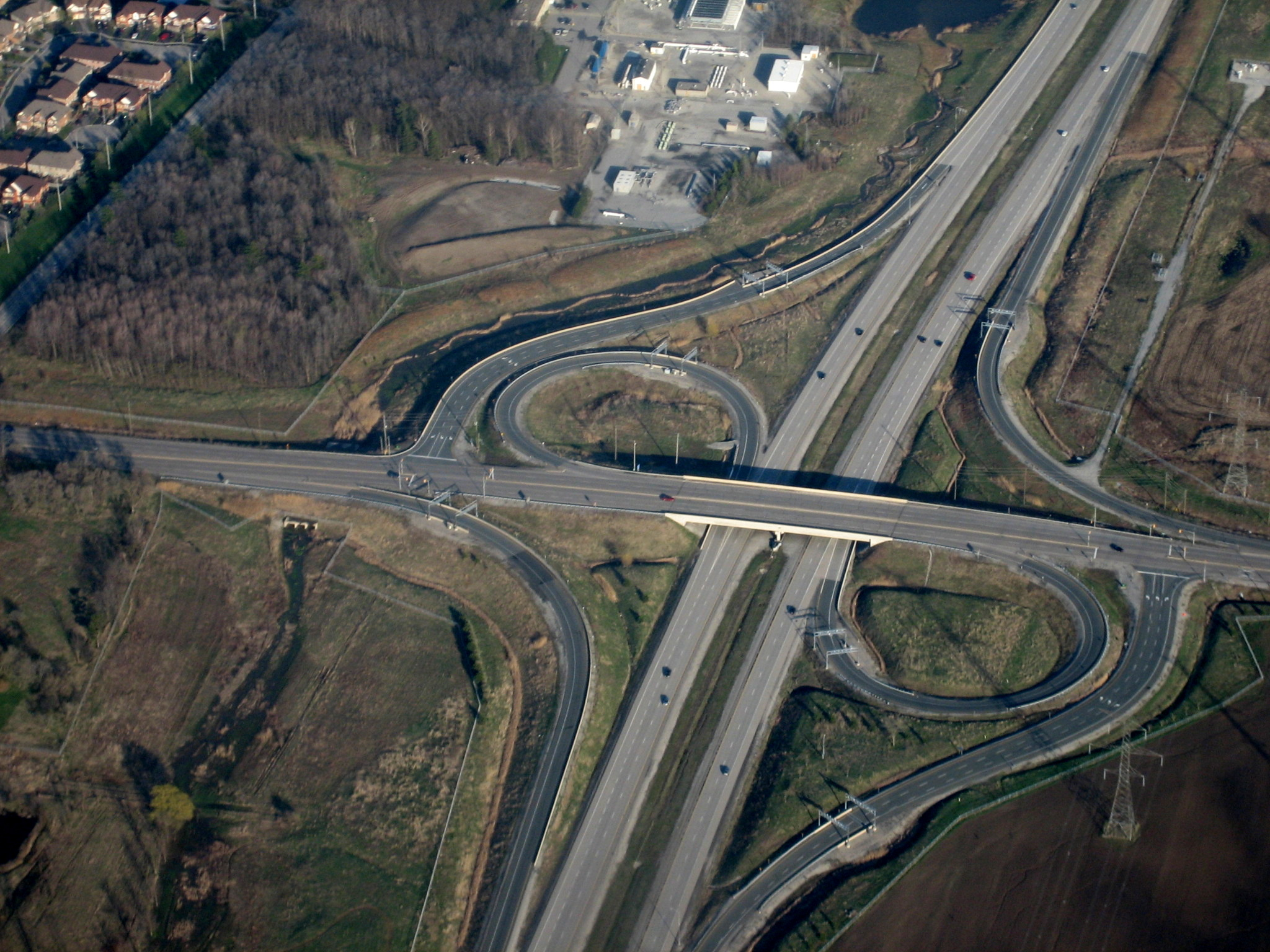
400番台の多くに使用されているパークロ（部分クローバー型）インターチェンジ（写真は407号線）

400番台オンタリオ・ハイウェイ（400-series Ontario highways）は、カナダ・オンタリオ州の高速道路網。主にオンタリオ州南部を通っている高規格自動車専用道路で、オンタリオ州ハイウェイ網の一部である。アメリカ合衆国の州間高速道路とほぼ同様の運用となっている。400番台の番号が割り当てられているこの高速道路網の標準規格には、最高速度時速100キロやその他の事故防止設備、交通管理システムがある。

## 高速道路網
400番台ハイウェイ網は完全にアクセス制限され少なくとも4車線が設置された高速道路網を企図している。現在トロント近辺の401号線とクィーン・エリザベス・ウェイ（QEW）などを中心にネットワークが形成されている。ケベック州高速道路（Quebec Autoroute）と同様、連邦政府からの財政支援が滞りがちであり、高速道路網全体の整備に時間がかかっている。
オンタリオ州は400番台ハイウェイ網以前から高速道路の整備を行ってきていた。その中には400番台よりも高規格で交通量の多い路線もある。

## 路線番号
400番シリーズは1952年に初めて導入された。「4」が頭に付くのは、当初4車線道路を意味していたからである（現在ではそれ以上の車線数を持つものも多い）。
クィーン・エリザベス・ウェイ（QEW）は400番台の番号が振られていないが、400番台ハイウェイ網の主要路線とされている。実際には、QEWはオンタリオ州初の高速道路であり、オンタリオ州交通省では内部用として「ハイウェイ451号線」として番号を割り当てている（が、地図や標識では使われていない）。
番号の割り当て方は、次の2種類がある。400から409までは番号順に順次割り当てた。最初の三路線は400号線、401号線、402号線であった。その後403号線から409号線までが割り当てられた。408号線は計画されているが着工すらされていない。407号線は1960年代に計画され用地買収もされたが、1987年に初めて着工され、現在は有料高速道路として供用されている。
その後1970年代以降は従来のハイウェイの高規格化に400番台が割り当てられるようになった。427号線は27号線のバイパスまたは高規格化路線であり、416号線と417号線はそれぞれ16号線と17号線の高規格化路線である。また410号線と420線はそれぞれ10号線と20号線のバイパス路線である（つまり当初の10号線、20号線は現存している）。

## 400番台ハイウェイの一覧
400番台ハイウェイは現在15路線が供用中。オンタリオ州北部への延伸計画もある。
| 路線番号                     | 旧名、愛称 | 総延長   | 供用開始年 | 北東端                                                             | 南西端                                                       | 備考 | 路線図 |
| ---------------------------- | --- | -------- | ---------- | ------------------------------------------------------------------ | ------------------------------------------------------------ | --- | ------ |
| 400号線                      | バリー・トロント・ハイウェイ（1952年以前） | 209 km   | 1952年     | パリーサウンド                                                     | トロント                                                     | 400番台のうち2番目の長さ。2017年にはサドバリーへ延長する計画あり。 |        |
| 401号線                      | マクドナルド・カルティエ・フリーウェイ、ハイウェイ・オブ・ヒーローズ（トロントのドン・ヴァレー・パークウェイ～トレントン間）、ハイウェイ2A（ハイランド・クリーク～ニューキャッスル間、1952年以前） | 817.9 km | 1952年     | ケベック州境（ケベック州高速道路20号線に接続）                     | ウィンザー                                                   | オンタリオ州南部の大動脈。 |        |
| 402号線                      | 1952年以前はブルーウォーター・ブリッジ・アプローチ | 102.5 km | 1952年     | ロンドン                                                           | サーニア（ブルーウォーター橋へ接続）                         | アメリカ合衆国・ミシガン州へ接続 |        |
| 403号線                      | チェドーク・エクスプレスウェイ（ハミルトンまで） | 112.4 km | 1963年     | ミシサガ                                                           | ウッドストック                                               | 401号線、410号線と接続し環状路線を形成。ミシサガ～バーリントン間はQEWと共用。 |        |
| 404号線                      | 一般的には1977年まではドン・ヴァレー・パークウェイの延伸部と言われていた | 36.8 km  | 1977年     | イースト・グウィリンベリー                                         | トロント                                                     | |        |
| 405号線                      | ジェネラル・ブロック・パークウェイ（2006年より） | 8.5 km   | 1963年     | ルイストン・クイーンズトン橋（アメリカ合衆国ニューヨーク州へ接続） | ナイアガラ・フォールズ西付近（クィーン・エリザベス・ウェイ） | |        |
| 406号線                      | | 25 km    | 1965年     | セント・キャサリンズ付近（クィーン・エリザベス・ウェイ）           | ウェランド                                                   | 406号線は非4車線道の残る最後の400番台ハイウェイとなった。ミッド・ペニンシュラ・ハイウェイとして南伸計画が要望されている。 |        |
| 407号線                      | 407 ETR（Express Toll Route） | 108 km   | 1997年     | ピカリング                                                         | バーリントン                                                 | 400番台ハイウェイのうち唯一の有料高速道路。スペインの民間デベロッパー企業・フェロビアルの傘下のシントラ（Cintra、Concesiones de Infraestructuras de Transporte, S.A.）が所有しており、公式的にはオンタリオ州高速道路網の一部ではないとされる |        |
| 409号線                      | ベルフィールド・エクスプレスウェイ | 4.4 km   | 1975年     | トロント                                                           | ミシサガ                                                     | トロント国際空港への接続路線。一部はグレーター・トロント空港公団（GTAA）の管轄 |        |
| 410号線                      | ブランプトン・バイパス | 13.5 km  | 1979年     | ブランプトン                                                       | ミシサガ                                                     | 現在出口番号を使用していない |        |
| 416号線                      | ベテランズ・メモリアル・ハイウェイ | 75 km    | 1996年     | オタワ                                                             | ジョンズタウンとオグデンバーグ・プレスコット国際橋           | |        |
| 417号線                      | クィーンズウェイ | 182 km   | 1971年     | ケベック州境（ケベック州高速道路40号線に接続）                     | アーンプライアー                                             | 例外としてキロポスト表示は東起点から始まる |        |
| 420号線                      | 1972年以前はクイーン・エリザベス・ウェイと呼ばれた | 3.8 km   | 1972年     | ナイアガラ・フォールズからレインボー橋へ接続                       | ナイアガラ・フォールズ                                       | 420号線はQEWからナイアガラの滝の観光地区へ接続する |        |
| 427号線                      | 1972年まではエアポート・ハイウェイとして知られた | 21.3 km  | 1972年     | ヴォーン                                                           | トロント                                                     | 交通量が非常に多く上下計12車線以上ある |        |
| クイーン・エリザベス・ウェイ | 州交通省内部資料ではハイウェイ451号線またはハイウェイ1号線とされている場合もある | 139 km   | 1939年     | フォートエリーのピース橋                                           | トロント                                                     | 略称QEW。番号が振られていないが公式にオンタリオ州高速道路網の一部とされる。ジョージ6世の王妃エリザベス（現女王エリザベス2世の母）の1939年カナダ訪問にちなんで名付けられた。                                                                  |        |